# 황색극대거성
황색극대거성(yellow hypergiant)은 질량이 태양의 20~50배로 매우 무겁고, 분광형은 차가운 A형에서 K이고, 대기 바깥쪽이 팽창하여 거대하게 부풀어 오른 항성을 말한다. 대표적인 예로 카시오페이아자리 로를 들 수 있는데, 이 별은 외곽 대기에서 주기적인 분출이 일어나서 별의 밝기가 규칙적으로 또는 연속적으로 감소한다. 황색극대거성은 전 우주를 통틀어 매우 희귀한 존재이다. 이들은 무거운 질량 때문에 주계열상에서 불과 수백만 년밖에 버티지 못한다. 이들은 초신성 또는 극초신성로 일생을 마칠 것이다.

## 내부 구조
현대 항성 내부 구조 이론에 따르면 황색극대거성은 중심에 대류층이 있고, 그 주위를 복사층이 둘러싸고 있는 내부 형태를 지니고 있다. 이는 태양 크기의 주계열성과는 반대로, 태양은 중심의 복사층 위를 대류층이 둘러싸고 있는 형태이다. 황색극대거성의 내부는 극한의 압력이 작용하고 있기 때문에 중심핵 부분은 축퇴된 물질들로 이루어져 있을 것이다.

## 채층
거대한 체적 및 강력한 자기장, 막대한 에너지 발산량으로 인해 황색극대거성은 다른 종류의 별들에 비해 자신의 외곽 대기층에 있는 물질을 효과적으로 붙잡아 두지 못하게 된다. 그 결과 외곽 대기는 바깥쪽으로 크게 확장된 형태를 갖게 된다. 이들의 주위를 둘러싸고 있는 먼지 및 기체 원반이 발견되기도 하는데, 이는 황색극대거성의 주변에 행성들이 존재할 가능성을 시사한다.

## 같이 보기
- 극대거성
- 황색초거성
- 적색극대거성
- 청색극대거성